# Liegenschaftsamt
Das Liegenschaftsamt ist eine kommunale Einrichtung. Es verwaltet die bebauten und unbebauten Grundstücke im Besitz einer Stadt oder Gemeinde. Es ist unter anderem auch zuständig für die Vermietung, den Kauf und Verkauf von z. B. städtischen Wohnungen, Stadthallen und städtischen Kiosken sowie die Verpachtung des städtischen Grundbesitzes (z. B. Ackerland, Wiesen, Kleingärten).